# Fragata clase Gepard
El navío escolta 11661 «Chita» (Código de la OTAN: Gepard - que significa en español guepardo) es un tipo de fragata actualmente en servicio en las armadas de Rusia y Vietnam. El buque líder de clase es el Tartaristán (Татарстан). Hasta el año 2003 estas embarcaciones se clasificaban como patrulleros. Para 2014 se habían construido para la armada rusa por lo menos dos de estas naves, actualmente en servicio en la Flotilla del Caspio.
Los barcos clase Gepard están concebidos para cumplir tareas complejas: búsqueda y combate contra objetivos submarinos, terrestres y aéreos, patrullaje comunitario, operaciones de convoy, y protección de la zona económica marítima. Están equipados con artillería antiaérea, armamento para la lucha antisubmarina y pueden portar helicópteros militares Ka-28 o Ka-31, además de estar armados con el cañón AK-176M de calibre 76 mm y dos unidades del sistema AK-630.

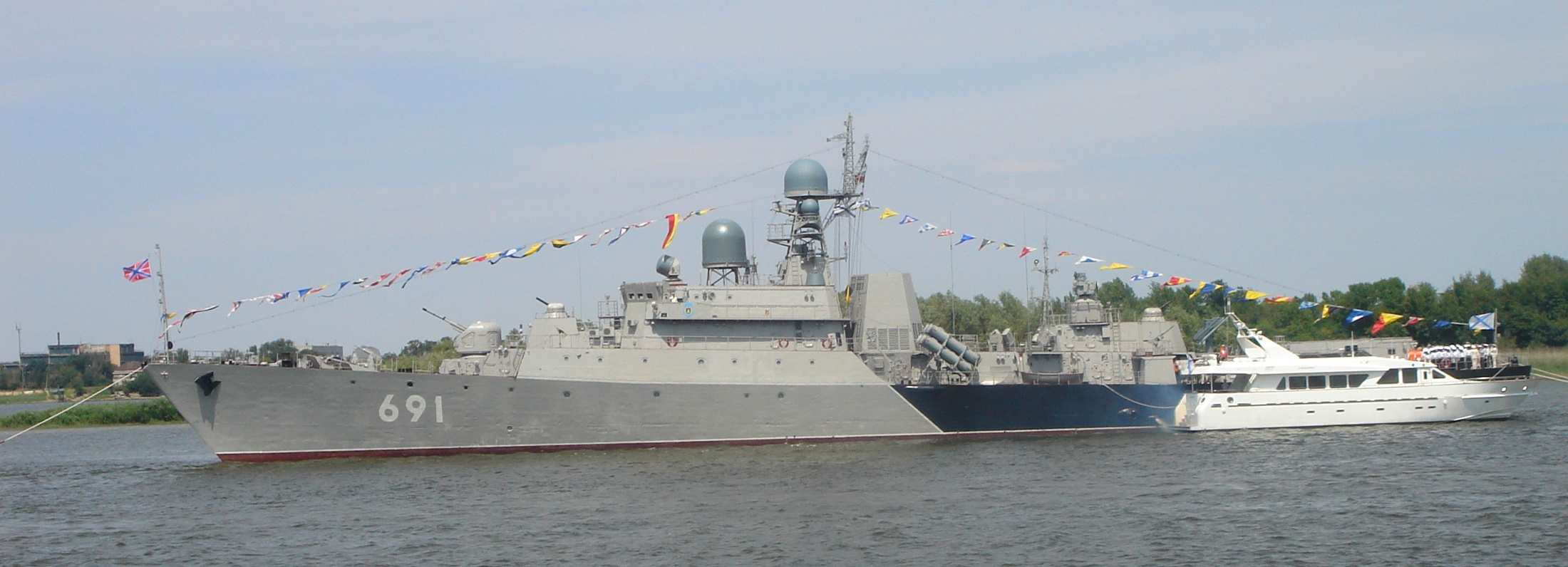
Fragata Tartaristán desfilando en Astracán el 2012.